# Døjringe Station
Døjringe Station er en nedlagt dansk jernbanestation i Døjringe. Stationsbygningen er bevaret på Dyssevej 3.
55°29′17″N 11°34′9″Ø / 55.48806°N 11.56917°Ø